# Ludwig Mitterer
Ludwig Mitterer (* 2. Juni 1883 in Schönau (Rottal); † 1. November 1943 in Brandenburg an der Havel) war ein deutscher römisch-katholischer Geistlicher und  Märtyrer.

## Leben
Ludwig Mitterer wuchs als drittes von elf Kindern eines Landwirts und späteren Molkereibesitzers in Aicha, Ortsteil von Schönau, bei Neuhofen (Postmünster), und ab 1892 in Schönhof, Ortsteil von Dietersburg, bei Nöham (Dietersburg), beide im heutigen Landkreis Rottal-Inn, auf. Er besuchte die Schule in Passau, studierte Theologie und wurde am 29. Juni 1909 in Passau zum Priester geweiht. In Nöham feierte er seine Heimatprimiz unter großer Anteilnahme der Bevölkerung und im Beisein von vier Priestern oder Priesteramtsanwärtern aus seiner eigenen Familie. Sein älterer Bruder Josef (1882–1969) war bereits seit 1907 Priester, sein jüngerer Bruder Max Mitterer wurde 1911 geweiht. Ein Vetter der Brüder und ein Onkel mütterlicherseits waren ebenfalls Priester. Drei jüngere Brüder fielen im Ersten Weltkrieg.
Die Stationen seines priesterlichen Wirkens waren: Reut (1909), Neuhofen (1910), Passau-Ilzstadt (1910), Gottsdorf (1911), Rainding (1912), Haag (1913), Tettenweis (1915), Pfarrer in Zenting (1928) und Pfarrer in Otterskirchen (1938).
Als Opponent gegen den Nationalsozialismus wurde ihm bereits in Zenting eine dreimonatige Haftstrafe angedroht, doch profitierte er von der Großdeutschlandamnestie vom 30. April 1938. Er hatte am 14. Juli 1935 gepredigt: „Die 10 Gebote gelten für alle Menschen gleich, ob für Juden, für Franzosen oder für die nordischen Menschen.“ An Ostern 1937 hatte er auf der Kanzel gesagt: „Obwohl der Staat mit dem Papste ein feierliches Konkordat abgeschlossen hat, verbietet man den Bischöfen, in Hirtenbriefen zu den Gläubigen sprechen zu dürfen. … Heute wird aus tausenden von Kanälen gegen die katholische Kirche angelaufen, so bei dem BDM, der HJ, SA, SS und bei Schulungskursen und -lagern. Auch die Presse wird in diesen Kampf gegen die Kirche gehetzt.“
Im Juli 1943 äußerte er sich in einem Gespräch mit Schwestern der Nationalsozialistischen Volkswohlfahrt in einem Wirtshaus in Otterskirchen im Zusammenhang mit der Unterbringung von Bombengeschädigten aus Hamburg zum Kriegsgeschehen. Die Deutschen hätten den Bombenkrieg angefangen, was zum totalen Krieg geführt habe.  Die beiden Schwestern zeigten Mitterer an. Am 6. September 1943 wurde er auf diese Denunziation hin verhaftet und vom Volksgerichtshof Berlin unter Roland Freisler am 1. Oktober 1943 wegen Wehrkraftzersetzung und Feindbegünstigung zum Tode verurteilt. Freisler warf ihm „einen schweren Angriff auf den Siegglauben zweier deutscher Frauen“ vor. Im Zuchthaus Brandenburg-Görden wurde er am 1. November 1943 hingerichtet. Kurz vor seiner Hinrichtung verfasste Ludwig Mitterer einen Brief, adressiert an „Meine Lieben alle!“ An seine Pfarrgemeinde gerichtet schrieb er:

„Meine liebe Pfarrei, betet für Euren armen Pfarrer, verzeiht alle Fehler. Ich hätte so gern in Zukunft manches besser gemacht; doch Gott weiß es. Ich verzeihe auch allen, auch meinen Anklägerinnen und allen anderen. Verzeihet mir auch die Schande, die Euch mein Tod macht.“

## Gedenken
Die deutsche Römisch-katholische Kirche hat Ludwig Mitterer als Märtyrer aus der Zeit des Nationalsozialismus in das deutsche Martyrologium des 20. Jahrhunderts aufgenommen. In Otterskirchen, in Nöham, im Passauer Dom, sowie in St. Nikolai (Brandenburg an der Havel) steht sein Name auf Gedenktafeln. In Pfarrkirchen, Nöham, Passau und Otterskirchen sind Straßen nach ihm benannt.